# Ортона
Ортона (итал. Ortona) је насеље у Италији у округу Кјети, региону Абруцо.
Према процени из 2011. у насељу је живело 13327 становника. Насеље се налази на надморској висини од 122 м.

## Становништво
| 1931.  | 1936.  | 1951.  | 1961.  | 1971.  | 1981.  | 1991.  | 2001.  | 2011.  |
| ------ | ------ | ------ | ------ | ------ | ------ | ------ | ------ | ------ |
| 19.725 | 20.210 | 22.449 | 22.224 | 21.378 | 21.812 | 22.601 | 22.694 | 23.425 |

## Партнерски градови
- Касино
- Волгоград